# 祝津町
祝津町（しゅくづちょう）は北海道室蘭市の地名。祝津町一丁目から四丁目の町がある。四丁目を除き住居表示実施済み。郵便番号は051-0036。かつて同名の字が存在した。

## 地理
室蘭市の南西部に位置し、南東に築地町、南に港南町、西に絵鞆町と接し、北から東に室蘭港に面する。

### 海洋
- 室蘭港

## 地域の特徴
室蘭市の都市計画マスタープランでは蘭西地域に属する。
絵鞆半島の北端である。南部は丘陵地で北部は埋め立て地。海岸沿いは工業地域となっている。「日本夜景遺産・ライトアップ遺産」に選ばれた白鳥大橋（白鳥新道）が祝津町と陣屋町を結ぶ。白鳥新道の祝津ランプからは北海道道699号室蘭港線が一丁目と二丁目の境を南東に走り、ランプの先100メートルほどで分岐した北海道道844号祝津西小路中央線が南西に走る。一丁目に室蘭港検潮所、北海道開発局 室蘭開発建設部 室蘭港湾事務所、函館どつく室蘭製作所、楢崎製作所祝津工場、二丁目に北海道電力ネットワーク 祝津変電所、三丁目に市立室蘭水族館（室蘭民報みんなの水族館）、祝津公園、清泉幼稚園、室蘭市学校給食センター、祝津神社、NTT東日本絵鞆電話交換所、四丁目に道の駅みたら室蘭、室蘭祝津郵便局、祝津町会館、室蘭市祝津風力発電所がある。

## 歴史
もとは漁師の町で、1914年（大正3年）には東洋捕鯨会社室蘭事務所も設置されていたが、1918年（大正7年）から始まった室蘭港第1期拓殖計画の進展とともに造船の町へと変化した。1919年（大正8年）室蘭築港事務所（現北海道開発局 室蘭開発建設部 室蘭港湾事務所）が大字本町から移転し、南防波堤（1918年着工）や北防波堤（1921年着工）築堤の根拠地となった。1923年（大正12年）から1935年（昭和10年）にかけて楢崎回漕店や栗林造船をはじめとした大小の造船所が次々に新設された。1935年、山陽木材（現ザイエンス）室蘭工場が開設し、防腐剤入鉄道用枕木を生産した。1937年（昭和12年）室蘭船渠株式会社（現函館どつく）が創業、1万トン乾ドックを設備した本格的造船所となる。東洋捕鯨室蘭事業所は1937年に休止、戦後再開したが1950年（昭和25年）に閉鎖した。1952年（昭和27年）道立水族館が開館、1962年（昭和37年）に市に移管された。1927年、四丁目の海浜はホッキ貝・アサリ貝の繁殖地であるほか南部陣屋浜と並ぶ2大海水浴場となったが、1974年（昭和49年）に閉鎖され、海外炭輸入中継基地や工場誘致地区として埋め立てられた。1958年（昭和33年）絵鞆小学校教室棟、1960年（昭和35年）体育館棟の2棟の円形校舎を新築、最盛期には1600名を超える生徒を有したが、2015年（平成27年）3月に閉校、122年の歴史に幕を閉じた。閉校後、市は教室棟のみを保存し、耐震性に問題のある体育館棟は解体する方針であった。しかしながら2棟が1対となって残っている円形校舎は全国でも他に旧石山中学校（小樽市）のみと希少であり、2棟存続を願う市民団体の保存活動の結果、市は2020年1月にむろらん100年建造物保存活用会に売却することを決定した。

### 地名の由来
アイヌ語の「シクドッ」に由来し、語原は「シクドッ・ウシ・イ」（エゾネギ・群生する・所）の下略形とみられるが、その他の説もある。

### 沿革
- 1922年（大正11年）4月1日 - 字名改正により絵鞆村（大字）の一部が祝津町（字）となり、絵鞆村（大字）を廃止[5][7]。
- 1922年（大正11年）8月1日 - 市制施行により室蘭区祝津町（字）は室蘭市祝津町（字）となる[8]。
- 1966年（昭和41年）7月1日 - 祝津町一丁目 - 三丁目新設[9]。
- 1980年（昭和55年） - 祝津町四丁目新設[5]。

### 町名の変遷
| 実施内容          | 実施年月日               | 実施後       | 実施前                                      |
| ----------------- | ------------------------ | ------------ | ------------------------------------------- |
| 字名改正          | 1922年（大正11年）4月1日 | 祝津町（字） | 絵鞆村（大字）の字、 シクツシ，ポンシクツシ |
| 町名新設 住居表示 | 1966年（昭和41年）7月1日 | 祝津町一丁目 | 祝津町（字）の一部                          |
| 町名新設 住居表示 | 1966年（昭和41年）7月1日 | 祝津町二丁目 | 祝津町（字），小橋内町（字）の各一部        |
| 町名新設 住居表示 | 1966年（昭和41年）7月1日 | 祝津町三丁目 | 祝津町（字），絵鞆町（字）の各一部          |
| 町名新設          | 1980年（昭和55年）       | 祝津町四丁目 | 埋立地                                      |

## 世帯数と人口
2023年（令和5年）12月31日現在（室蘭市発表）の世帯数と人口は以下の通りである。
| 町           | 世帯数  | 人口    |
| ------------ | ------- | ------- |
| 祝津町一丁目 | 48世帯  | 66人    |
| 祝津町二丁目 | 396世帯 | 776人   |
| 祝津町三丁目 | 351世帯 | 564人   |
| 祝津町四丁目 | 189世帯 | 339人   |
| 計           | 984世帯 | 1,745人 |

### 人口の変遷
国勢調査による人口の推移。
| 1995年（平成7年）  | 2,997人 | [ 10 ] |  |
| 2000年（平成12年） | 2,511人 | [ 11 ] |  |
| 2005年（平成17年） | 2,434人 | [ 12 ] |  |
| 2010年（平成22年） | 2,344人 | [ 13 ] |  |
| 2015年（平成27年） | 2,166人 | [ 14 ] |  |
| 2020年（令和2年）  | 1,886人 | [ 15 ] |  |

### 世帯数の変遷
国勢調査による世帯数の推移。
| 1995年（平成7年）  | 1,109世帯 | [ 10 ] |  |
| 2000年（平成12年） | 1,002世帯 | [ 11 ] |  |
| 2005年（平成17年） | 999世帯   | [ 12 ] |  |
| 2010年（平成22年） | 974世帯   | [ 13 ] |  |
| 2015年（平成27年） | 918世帯   | [ 14 ] |  |
| 2020年（令和2年）  | 844世帯   | [ 15 ] |  |

## 学区
市立小・中学校に通う場合、学区は以下の通りとなる。
| 町           | 街区 / 地番 | 小学校               | 中学校               |
| ------------ | ----------- | -------------------- | -------------------- |
| 祝津町一丁目 | 全域        | 室蘭市立みなと小学校 | 室蘭市立室蘭西中学校 |
| 祝津町二丁目 | 全域        | 室蘭市立みなと小学校 | 室蘭市立室蘭西中学校 |
| 祝津町三丁目 | 全域        | 室蘭市立みなと小学校 | 室蘭市立室蘭西中学校 |
| 祝津町四丁目 | 全域        | 室蘭市立みなと小学校 | 室蘭市立室蘭西中学校 |

## 交通

### バス
道南バスが路線バスを運行する。

### 道路
- 国道37号（白鳥新道）- 白鳥大橋の祝津ランプが所在する
- 北海道道699号室蘭港線
- 北海道道844号祝津西小路中央線

## 施設

### 役所・公的機関
- 北海道開発局 室蘭開発建設部 室蘭港湾事務所
- 室蘭港検潮所
- 室蘭市学校給食センター
- 室蘭市祝津風力発電所

### 公共施設
- 祝津町会館

### 教育施設
- 清泉幼稚園

### 金融機関
- 室蘭祝津郵便局

### 社会福祉施設
- 養護老人ホーム あいらん
- 特別養護老人ホーム エンルムハイツ

### 文化施設
- 市立室蘭水族館（室蘭民報みんなの水族館）

### 寺社
- 祝津神社

### 公園
- 祝津公園
- 祝津さくら公園
- 祝津団地公園
- 祝津臨海公園

### その他
- NTT東日本 絵鞆電話交換所
- 楢崎製作所 祝津工場
- 函館どつく 室蘭製作所
- 北海道電力ネットワーク 祝津変電所
- 道の駅みたら室蘭